# Hymeniacidon reptans
Hymeniacidon reptans är en svampdjursart som först beskrevs av Cuartas 1991.  Hymeniacidon reptans ingår i släktet Hymeniacidon och familjen Halichondriidae. Inga underarter finns listade i Catalogue of Life.